# Вінтіляска (комуна)
Вінтіляска (рум. Vintileasca) — комуна у повіті Вранча в Румунії. До складу комуни входять такі села (дані про населення за 2002 рік):
- Бахнеле (647 осіб)
- Вінтіляска (599 осіб)
- Дупе-Мегура (98 осіб)
- Некулеле (501 особа)
- Пояна-Стойкій (120 осіб)
- Тенесарі (185 осіб)

Комуна розташована на відстані 139 км на північ від Бухареста, 38 км на захід від Фокшан, 105 км на захід від Галаца, 85 км на схід від Брашова.

## Населення
За даними перепису населення 2002 року у комуні проживали 2150 осіб.
Національний склад населення комуни:
| Національність | Кількість осіб | Відсоток |
| -------------- | -------------- | -------- |
| румуни         | 2147           | 99,9%    |
| угорці         | 3              | 0,1%     |

Рідною мовою назвали:
| Мова      | Кількість осіб | Відсоток |
| --------- | -------------- | -------- |
| румунська | 2148           | 99,9%    |
| угорська  | 2              | 0,1%     |

Склад населення комуни за віросповіданням:
| Релігія       | Кількість осіб | Відсоток |
| ------------- | -------------- | -------- |
| православні   | 2147           | 99,9%    |
| реформати     | 2              | 0,1%     |
| п'ятдесятники | 1              | < 0,1%   |